# Joe Zawinul
Josef Erich Zawinul, född 7 juli 1932 i Wien, död 11 september 2007 i Wien, var en österrikisk jazzpianist och keyboardist som flyttade till USA 1959. Zawinul har spelat med och influerat bland andra Miles Davis och Cannonball Adderley.

## Karriär
Zawinul grundade på 1970-talet jazz fusion-gruppen Weather Report tillsammans med Wayne Shorter. Efter Weather Report ledde han bandet Weather Update och sedan bandet Zawinul Syndicate. Zawinul bodde i New York och i Malibu i Los Angeles och startade år 2000 en jazzklubb i Wien, Joe Zawinul's Birdland. Zawinul var en pionjär vad gäller komposition och arrangemang i jazz-sammanhang. Han förde användningen av syntar inom jazzen till helt nya nivåer och var ständigt en förnyare ända fram till sin död. Han införlivade nya sound kontinuerligt och lät sig hela tiden inspireras av musiker från många olika kulturella bakgrunder. Han var en viktig utvecklare av jazzmusiken med sin kompromisslösa inställning. Hans musik präglades av öppenhet i sina former där betydelsen av "cue" fått en ny innebörd. Många av sina stycken improviserade han fram. Han spelade in cirka 7000 kassettband med improvisationer som låg till grund för hans komponerande.